# De miraculis sancti Alexandri

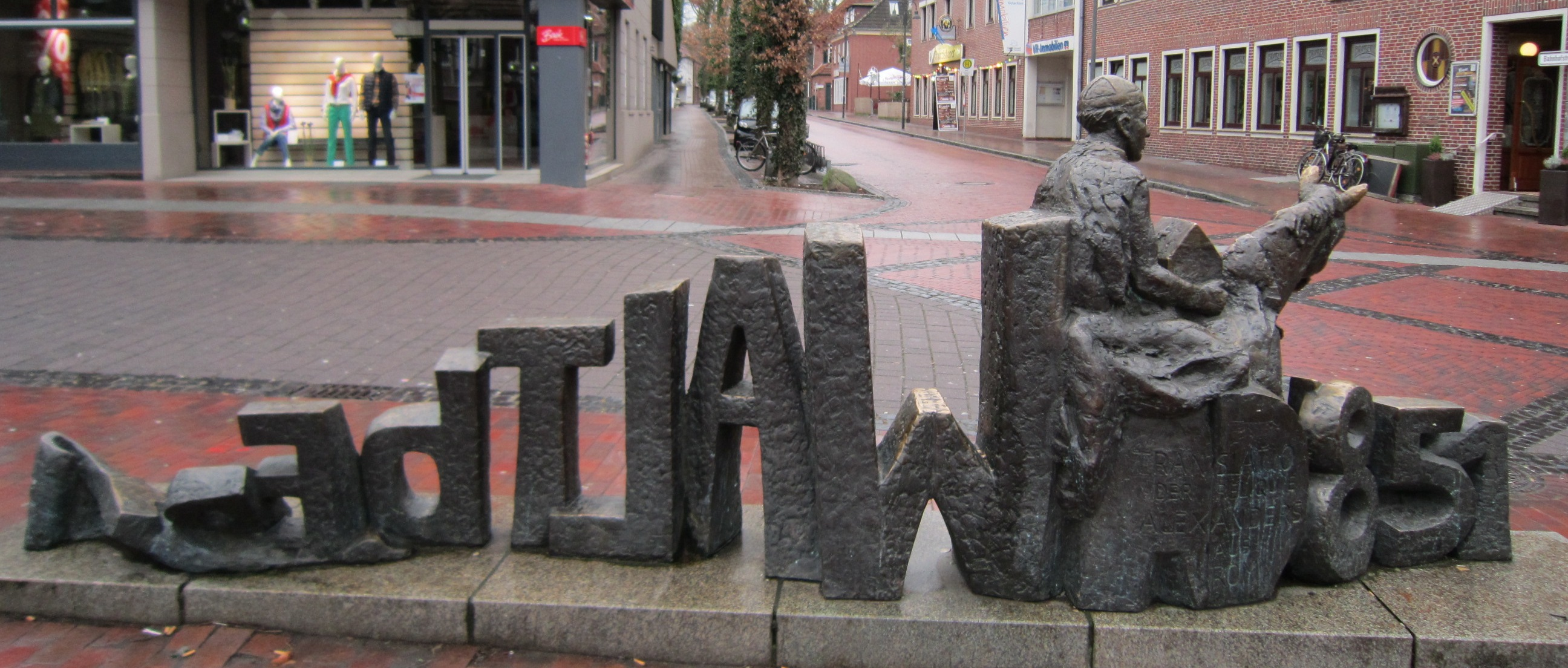
Bronzeskulptur in Wildeshausen: Überführung der Gebeine des Heiligen Alexander nach Wildeshausen durch Waltbert

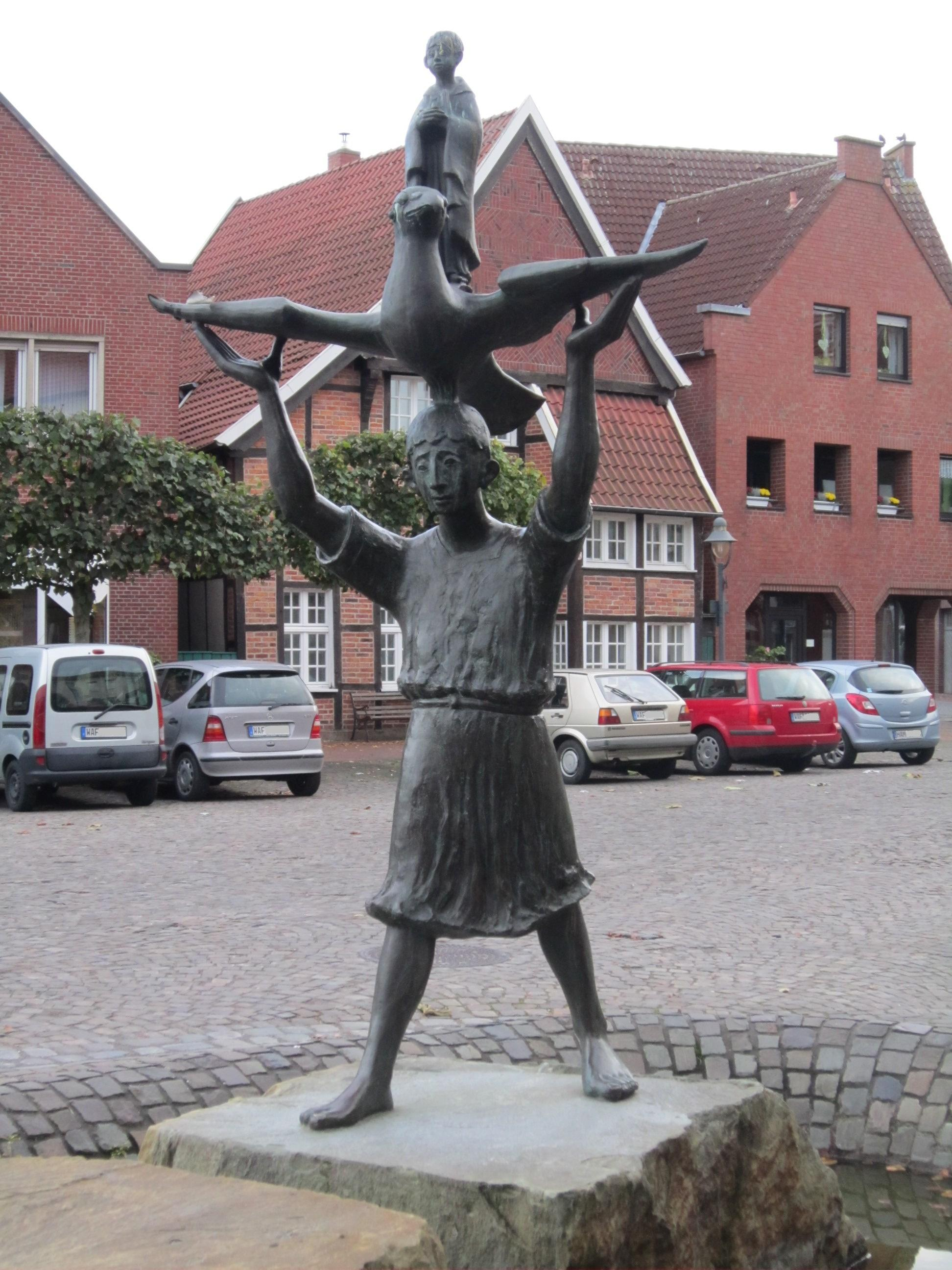
Bronzeskulptur von Walbraht (des Enkels des Sachsenherzogs Widukind) und dem Heiligen Alexander in Drensteinfurt

De miraculis sancti Alexandri (lat., „Von den Wundern des heiligen Alexanders“) ist der Titel einer im Kloster Fulda verfassten lateinischen Legende. Rudolf von Fulda begann die Niederschrift im Jahre 863; kurz nach dessen Tod 865 wurde sie von Meginhard fertiggestellt. Die  überliefernde Handschrift wird in der Gottfried Wilhelm Leibniz Bibliothek in Hannover aufbewahrt. Der Text ist auch unter dem Namen Translatio Sancti Alexandri wissenschaftlich ediert.
Von Rudolf stammt nur die Einleitung (Kap. 1–3) der Schrift, der Hauptteil – also der eigentliche Translationsbericht – stammt von Meginhard. Dieser erzählt von der Übertragung (translatio) der Gebeine des Märtyrers Alexander von Rom nach Wildeshausen im Lerigau durch den sächsischen Adligen und Grafen Waltbert. Im Verlauf dieser Reise seien zahlreiche Wunder geschehen, insbesondere Heilungen einzelner Personen von Krankheiten und Gebrechen. Die Verfasser wollten mit diesem Werk den Wert der Wildeshauser Reliquie und die Autorität der Kirche untermauern. Denn wenige Jahre zuvor war es in Sachsen zum Aufstand gekommen, in dessen Verlauf viele Kirchen zerstört und viele Christen getötet worden waren.
Der Auftraggeber dieses Textes war der erwähnte Waltbert (auch Waltbraht), ein Enkel von Herzog Widukind, der im Gebiet der westlichen Hunte – im heutigen Wildeshausen – seinen Einflussbereich hatte.
Das Werk kann, da es in starker Anlehnung an die „Germania“ des Tacitus mit einer Stammesgeschichte der Sachsen beginnt (Kap. 1–3), als ältestes niedersächsisches Geschichtsdenkmal gelten, auch wenn es sich wie bei allen christlichen Legenden nicht um Geschichtsschreibung im strengen Sinn handelt, da das Interesse der Autoren missionarisch gefärbt ist. In Kapitel 3 findet sich ein wertvolles Zeugnis über die im Jahr 772 zerstörte Irminsul.
Im Text werden die Orte Wallonhurst, die heutige Gemeinde Wallenhorst im Landkreis Osnabrück, sowie Wilshem, die heutige Gemeinde Wilsum im Landkreis Grafschaft Bentheim, erstmals urkundlich erwähnt.